# Aphorismes sur la sagesse dans la vie
Aphorismes sur la sagesse dans la vie (Aphorismen zur Lebensweisheit) est un essai publié par Arthur Schopenhauer en 1851, inclus dans son ouvrage Parerga et Paralipomena, dans la seconde moitié du premier volume. Souvent publié à part des Parerga, c'est celui des ouvrages de Schopenhauer qui a été le plus lu.  
La première traduction en français date de 1880, réalisée par Jean Alexandre Cantacuzène.
Schopenhauer introduit ainsi son essai : « Je prends ici la notion de sagesse dans la vie dans son acception immanente, c’est-à-dire que j’entends par là l’art de rendre la vie aussi agréable et aussi heureuse que possible. Cette étude pourrait s’appeler également l’Eudémonologie ; ce serait donc un traité de la vie heureuse. »

## Présentation

### Introduction
Schopenhauer précise qu’il ne traite pas du sujet dans une perspective métaphysique comme il le fait dans son ouvrage Le monde comme volonté et représentation (chap. XLIX, vol. II) : « J’ai dû m’éloigner entièrement du point de vue élevé, métaphysique et moral auquel conduit ma véritable philosophie. Tous les développements qui vont suivre sont donc fondés, dans une certaine mesure, sur un accommodement, en ce sens qu’ils se placent au point de vue habituel, empirique et en conservant l'erreur. » Schopenhauer considère en effet que le bonheur est inatteignable, et ces aphorismes sont conçus pour vivre de façon moins malheureuse, avec moins de souffrance.

### Chapitre I — Division fondamentale
Schopenhauer fait appel à Aristote qui dans Éthique à Nicomaque (I, 8) divise les biens de la vie humaine en trois catégories : les biens extérieurs, ceux de l’âme et ceux du corps :  « Ne conservant que la division en trois, je dis que ce qui différencie le sort des mortels peut être ramené à trois conditions fondamentales. Ce sont :

1° Ce qu’on est : donc la personnalité, dans son sens le plus étendu. Par conséquent, on comprend ici la santé, la force, la beauté, le tempérament, le caractère moral, l’intelligence et son développement.

2° Ce qu’on a : donc propriété et avoir de toute nature.

3° Ce qu’on représente : on sait que par cette expression l’on entend la manière dont les autres se représentent un individu, par conséquent ce qu’il est dans leur représentation. Cela consiste donc dans leur opinion à son égard et se divise en honneur, rang et gloire.

Les différences de la première catégorie dont nous avons à nous occuper sont celles que la nature elle-même a établies entre les hommes ; d’où l’on peut déjà inférer que leur influence sur le bonheur ou le malheur sera plus essentielle et plus pénétrante que celle des différences provenant des règles humaines et que nous avons mentionnées sous les deux rubriques suivantes. »
Schopenhauer insiste sur la prépondérance de ce qu’on est : « La condition première et la plus essentielle pour le bonheur de la vie, c’est ce que nous sommes, c’est notre personnalité ; quand ce ne serait déjà que parce qu’elle agit constamment et en toutes circonstances, cela suffirait à l’expliquer, mais en outre, elle n’est pas soumise à la chance comme les biens des deux autres catégories, et ne peut pas nous être ravie. »
La santé est également essentielle, et bien qu’elle ne dépende pas de nous (au sens stoïcien) elle fait partie de cette première catégorie : « la santé par-dessus tout l’emporte tellement sur les biens extérieurs qu’en vérité un mendiant bien portant est plus heureux qu’un roi malade. Un tempérament calme et enjoué, provenant d’une santé parfaite et d’une heureuse organisation, une raison lucide, vive, pénétrante et concevant juste, une volonté modérée et douce, et comme résultat une bonne conscience, voilà des avantages que nul rang, nulle richesse ne sauraient remplacer. »
La richesse, ce qu’on a, n’est pas essentielle : « De la prépondérance bien établie de notre première catégorie sur les deux autres, il résulte encore qu’il est plus sage de travailler à conserver sa santé et à développer ses facultés qu’à acquérir des richesses, ce qu’il ne faut pas interpréter en ce sens qu’il faille négliger l’acquisition du nécessaire et du convenable. Mais la richesse proprement dite, c’est-à-dire un grand superflu, contribue peu à notre bonheur ; (...) ce qu’on est contribue bien plus à notre bonheur que ce qu’on a. »

### Chapitre II — De ce que l’on est

#### La santé de l’esprit et du corps
Schopenhauer, bien qu'il n'y fasse pas référence, rejoint Épictète pour qui ce ne sont pas les choses qui affectent les hommes mais le jugement qu'ils portent sur elles : « Dans la bonne comme dans la mauvaise fortune, et sauf l’éventualité de quelque grand malheur, ce qui arrive à un homme dans sa vie est de moindre importance que la manière dont il le sent, c’est-à-dire la nature et le degré de sa sensibilité sous tous les rapports. (...) Les biens subjectifs, tels qu’un caractère noble, une tête capable, une humeur gaie, un corps bien organisé et en parfaite santé, ou, d’une manière générale, mens sana in corpore sano (Juvénal, sat. X, 356), voilà les biens suprêmes et les plus importants pour notre bonheur ; aussi devrions-nous nous appliquer bien plus à leur développement et à leur conservation qu’à la possession des biens extérieurs et de l’honneur extérieur. »
La bonne humeur, la gaieté, sont des qualités irremplaçables : « Ce qui, par-dessus tout, contribue le plus directement à notre bonheur, c’est une humeur enjouée, car cette bonne qualité trouve tout de suite sa récompense en elle-même. En effet, celui qui est gai a toujours motif de l’être par cela même qu’il l’est. Rien ne peut remplacer aussi complètement tous les autres biens que cette qualité, pendant qu’elle-même ne peut être remplacée par rien. Qu’un homme soit jeune, beau, riche et considéré ; pour pouvoir juger de son bonheur, la question sera de savoir si, en outre, il est gai ; en revanche, est-il gai, alors peu importe qu’il soit jeune ou vieux, bien fait ou bossu, pauvre ou riche ; il est heureux. » Néanmoins, « quelque grande que soit l’influence de la santé sur cette gaieté si essentielle à notre bonheur, celle-ci ne dépend pas uniquement de la première, car, avec une santé parfaite, on peut avoir un tempérament mélancolique et une disposition prédominante à la tristesse. »
Des conseils sur la conduite à tenir pour garder la santé du corps et de l'esprit : 

#### La beauté
« Cette qualité subjective, bien que ne contribuant qu’indirectement au bonheur par l’impression qu’elle produit sur les autres, a néanmoins une grande importance (...). [C']est une lettre ouverte de recommandation, qui nous gagne les cœurs à l’avance ».

#### La douleur et l’ennui. L’intelligence
Selon Schopenhauer, la vie des hommes oscille entre la douleur et l'ennui : « Un simple coup d’œil nous fait découvrir deux ennemis du bonheur humain : ce sont la douleur et l’ennui. En outre, nous pouvons observer que, dans la mesure où nous réussissons à nous éloigner de l’un, nous nous rapprochons de l’autre, et réciproquement ; de façon que notre vie représente en réalité une oscillation plus ou moins forte entre les deux. » Ailleurs, il dit encore : « il n’y a pas beaucoup à gagner dans ce monde : la misère et la douleur le remplissent, et, quant à ceux qui leur ont échappé, l’ennui est là qui les guette de tous les coins. En outre, c’est d’ordinaire la perversité qui y gouverne et la sottise qui y parle haut. Le destin est cruel, et les hommes sont pitoyables. »
Il fait une distinction entre l’homme ordinaire qui ne se préoccupe que de « passer le temps », et l’homme de talent que de l’« employer ». Cette distinction est basée sur le degré d'intelligence et fait que l'homme qui se distingue de la masse est porté à vivre dans la solitude : « Plus un homme possède en lui-même, moins il a besoin du monde extérieur et moins les autres peuvent lui être utiles. Aussi la supériorité de l’intelligence conduit-elle à l’insociabilité. Ah ! si la qualité de la société pouvait être remplacée par la quantité, cela vaudrait alors la peine de vivre même dans le grand monde : mais, hélas ! cent fous mis en un tas ne font pas encore un homme raisonnable. L’individu placé à l’extrême opposé, dès que le besoin lui donne le temps de reprendre haleine, cherchera à tout prix des passe-temps et de la société ; il s’accommodera de tout, ne fuyant rien que lui-même. C’est dans la solitude, là où chacun est réduit à ses propres ressources, que se montre ce qu’il a par lui-même ».
Il cite Aristote qui, dans son Éthique à Eudème (VII, 2), dit que « le bonheur appartient à ceux qui se suffisent à eux-mêmes », cela notamment car « toutes les sources extérieures du bonheur et du plaisir sont, de leur nature, éminemment incertaines, équivoques, fugitives, aléatoires, partant sujettes à s’arrêter facilement même dans les circonstances les plus favorables, et c’est même inévitable, attendu que nous ne pouvons pas les avoir toujours sous la main. Bien plus, avec l’âge, presque toutes tarissent fatalement ».
À la fin du chapitre, Schopenhauer précise :  « Dans toute cette dissertation sur les conditions personnelles qui contribuent à notre bonheur, j’ai eu en vue les qualités physiques et principalement les qualités intellectuelles. C’est dans mon Mémoire sur le fondement de la morale (§ 22) que j’ai exposé comment la perfection morale, à son tour, influe directement sur le bonheur : c’est à cet ouvrage que je renvoie le lecteur. »

### Chapitre III — De ce que l’on a
Schopenhauer se réfère à Épicure qui a divisé les besoins humains en trois classes : « Premièrement, les besoins naturels et nécessaires : ce sont ceux qui, non satisfaits, produisent la douleur ; ils ne comprennent donc que le « victus » et l’« amictus » (nourriture et vêtement). Ils sont faciles à satisfaire. Secondement, les besoins naturels mais non nécessaires : c’est [notamment] le besoin de la satisfaction sexuelle (..). Ce besoin est déjà plus difficile à satisfaire. Troisièmement, ceux qui ne sont ni naturels ni nécessaires : ce sont les besoins du luxe, de l’abondance, du faste et de l’éclat ; leur nombre est infini et leur satisfaction très difficile ».
Dans cette troisième catégorie, « la richesse est comme l’eau salée : plus on en boit, plus elle altère ; il en est de même aussi de la gloire. » La richesse n'est pas mauvaise en soi, mais elle doit être considérée « comme un rempart contre le grand nombre des maux et des malheurs possibles, et non comme une permission et encore moins comme une obligation d’avoir à se procurer les plaisirs du monde. »
Schopenhauer conclut le chapitre en précisant : « Parmi les choses que l’on possède, je n’ai pas compté femme et enfants, car on est plutôt possédé par eux. On pourrait avec plus de raison y comprendre les amis ; mais ici également le propriétaire doit, dans la même mesure, être aussi la propriété de l’autre. »

### Chapitre IV — De ce que l’on représente

#### De l’opinion d’autrui
La faiblesse de l'homme vient de ce qu'il donne de l'importance à l'opinion des autres. Lorsqu'il est complimenté, « aussi infailliblement que le chat se met à filer quand on lui caresse le dos, aussi sûrement on voit une douce extase se peindre sur la figure de l’homme qu’on loue ». Et inversement, il est attristé par le manque d'égards. « Cette propriété peut avoir une influence salutaire sur la bonne conduite de beaucoup de gens, en guise de succédané de leur moralité ; mais quant à son action sur le bonheur réel de l’homme et surtout sur le repos de l’âme et sur l’indépendance, ces deux conditions si nécessaires au bonheur, elle est plutôt perturbatrice et nuisible que favorable (…) ; une juste appréciation de la valeur de ce que l’on est en soi-même et par soi-même, comparée à ce qu’on est seulement aux yeux d’autrui, contribuera beaucoup à notre bonheur. »
Attribuer une haute valeur à l’opinion des autres, c’est leur faire trop d’honneur, car ce qu'ils pensent ou disent de nous est biaisé par « la superficialité et la futilité des pensées, les bornes étroites des notions, la petitesse des sentiments, l’absurdité des opinions et le nombre considérable d’erreurs ».
Schopenhauer cite l'historien Tacite selon qui « la passion de la gloire est la dernière dont les sages mêmes se dépouillent. » Il s’agit pourtant d’une « folie de notre nature [qui] pousse trois rejetons principaux : l’ambition, la vanité et l’orgueil. Entre ces deux derniers, la différence consiste en ce que l’orgueil est la conviction déjà fermement acquise de notre propre haute valeur sous tous les rapports ; la vanité, au contraire, est le désir de faire naître cette conviction chez les autres. »

#### Le rang
Le rang, « quelque grande que puisse être son utilité comme rouage dans la machine de l’État, (...) est une valeur de convention, ou, plus correctement, une valeur simulée ; son action a pour résultat une considération simulée, et le tout est une comédie pour la foule. Les décorations sont des lettres de change tirées sur l’opinion publique ; leur valeur repose sur le crédit du tireur. »

#### L’honneur
Selon Schopenhauer, « l’honneur est, objectivement, l’opinion qu’ont les autres de notre valeur, et, subjectivement, la crainte que nous inspire cette opinion. En cette dernière qualité, il a souvent une action très salutaire, quoique nullement fondée en morale pure, sur l’homme d’honneur. »
« L’honneur a, dans un certain sens, un caractère négatif, par opposition à la gloire dont le caractère est positif, car l’honneur n’est pas cette opinion qui porte sur certaines qualités spéciales, n’appartenant qu’à un seul individu ; mais c’est celle qui porte sur des qualités d’ordinaire présupposées, que cet individu est tenu de posséder également. L’honneur se contente donc d’attester que ce sujet ne fait pas exception, tant que la gloire affirme qu’il en est une. La gloire doit donc s’acquérir ; l’honneur au contraire n’a besoin que de ne pas se perdre. »
Il  distingue d'abord trois types d’honneur (à remettre dans le contexte de l’époque) :
- l’honneur bourgeois[n 3] qui « consiste dans la présupposition que nous respecterons absolument les droits de chacun et que, par conséquent, nous n’emploierons jamais, à notre avantage, des moyens injustes ou illicites. Il est la condition de la participation à tout commerce pacifique avec les hommes. Il suffit, pour le perdre, d’une seule action qui lui soit fortement et manifestement contraire[32] ».
- l’honneur de la fonction qui « est l’opinion générale qu’un homme revêtu d’un emploi possède effectivement toutes les qualités requises et s’acquitte ponctuellement et en toutes circonstances des obligations de sa charge. Plus, dans l’État, la sphère d’action d’un homme est importante et étendue, plus le poste qu’il occupe est élevé et influent, et plus grande doit être aussi l’opinion que l’on a des qualités intellectuelles et morales qui l’en rendent digne[33] ».
- l’honneur sexuel qui « se divise en honneur des femmes et honneur des hommes, et constitue, des deux parts, un esprit de corps bien entendu. Le premier est de beaucoup le plus important des deux, car, dans la vie des femmes, le rapport sexuel est l’affaire principale. Ainsi donc, l’honneur féminin est, quand on parle d’une fille, l’opinion générale qu’elle ne s’est donnée à aucun homme, et, pour une femme mariée, qu’elle ne s’est donnée qu’à celui auquel elle est unie par mariage[34]. »

Puis, il aborde le sujet de l'honneur chevaleresque, ou point d'honneur, qui « est né au moyen âge et ne s’est acclimaté que dans l’Europe chrétienne » dans la haute société, ainsi que ses dérives comme le fait de devoir en appeler aux armes en duel quand on est l’objet de discrédit : « Tout esprit de bonne foi reconnaîtra à première vue que ce code étrange, barbare et ridicule de l’honneur ne saurait avoir sa source dans l’essence de la nature humaine ou dans une manière sensée d’envisager les rapports des hommes entre eux. C’est ce que confirme aussi le domaine très limité de son autorité : ce domaine, qui ne date que du moyen âge, se borne à l’Europe, et ici même il n’embrasse que la noblesse, la classe militaire et leurs émules. Car ni les Grecs, ni les Romains, ni les populations éminemment civilisées de l’Asie, dans l’antiquité pas plus que dans les temps modernes, n’ont su et ne savent le premier mot de cet honneur-là et de ses principes. Tous ces peuples ne connaissent que ce que nous avons appelé l’honneur bourgeois. »
Un manuscrit de Schopenhauer, intitulé Adversaria, contient le premier projet de dissertation sur ce thème sous le titre Esquisse d’une dissertation sur l’honneur.

#### La gloire
Comme il l'a fait auparavant, Schopenhauer revient sur la distinction entre honneur et gloire qui « sont jumeaux, mais à la façon des Dioscures dont l’un, Pollux, était immortel, et dont l’autre, Castor, était mortel : l’honneur est le frère mortel de l’immortelle gloire. Il est évident que ceci ne doit s’entendre que de la gloire la plus haute, de la gloire vraie et de bon aloi, car il y a certes maintes espèces éphémères de gloire. (...) Chacun peut prétendre à l’honneur ; à la gloire, les exceptions seules, car elle ne s’acquiert que par des productions exceptionnelles. Ces productions peuvent être des actes ou des œuvres : de là deux routes pour aller à la gloire. (..) La différence capitale, c’est que les actions passent, les œuvres demeurent. »
Comme la gloire se fonde sur ce qu’un homme est en comparaison des autres, « elle est donc par essence quelque chose de relatif et ne peut avoir aussi qu’une valeur relative. Elle disparaîtrait totalement si les autres devenaient ce que l’homme célèbre est déjà. Une chose ne peut avoir de valeur absolue que si elle garde son prix en toute circonstance ; dans le cas présent, ce qui aura une valeur absolue, ce sera donc ce qu’un homme est directement et par lui-même : c’est là par conséquent ce qui constituera nécessairement la valeur et la félicité d’un grand cœur et d’un grand esprit. Ce qu’il y a de précieux, ce n’est donc pas la gloire, mais c’est de la mériter. Les conditions qui en rendent digne sont, pour ainsi dire, la substance ; la gloire n’est que l’accident ; cette dernière agit sur l’homme célèbre comme symptôme extérieur qui vient confirmer à ses yeux la haute opinion qu’il a de lui-même ; on pourrait dire que, semblable à la lumière qui ne devient visible que réfléchie par un corps, toute supériorité n’acquiert la pleine conscience d’elle-même que par la gloire. Mais le symptôme même n’est pas infaillible, vu qu’il existe de la gloire sans mérite et du mérite sans gloire. Lessing dit à ce sujet d’une façon charmante : "Il y a des hommes célèbres, il y en a qui méritent de l’être". »
Schopenhauer aborde également la notion de gloire, à travers la renommée, dans les domaines de la philosophie, des arts, et des sciences.

### Chapitre V —Parénèseset maximes
Lorsqu'il débute cette section Schopenhauer « se dit conscient de suivre les traces de Théognis et de La Rochefoucauld, mais sans mentionner Baltasar Gracián », pourtant, selon Marie-Michèle Blondin, « l'influence du jésuite espagnol dans l'eudémonologie schopenhauerienne est indéniable ».

#### Maximes générales
« 1° Je considère comme la règle suprême de toute sagesse dans la vie la proposition énoncée par Aristote dans sa Morale à Nicomaque (VII, 12) : [...] Le sage poursuit l’absence de douleur et non le plaisir. »
« 2° Quand on veut évaluer la condition d’un homme au point de vue de sa félicité, ce n’est pas de ce qui le divertit, mais de ce qui l’attriste qu’on doit s’informer ; car, plus ce qui l’afflige sera insignifiant en soi, plus l’homme sera heureux »
« 3° [...] Placer ses prétentions le plus bas possible, en proportion de ses ressources de toute espèce, voilà la voie la plus sûre pour éviter de grands malheurs. »

#### Concernant notre conduite envers nous-même
4° Introspection sur le sens de sa vie. 
- L’homme, occupé à dévider un à un les jours et les heures de son existence, ne connaît pas le plan d’ensemble de sa vie et le caractère qu'elle a.
- « Plus ce caractère est digne, considérable, significatif et individuel, plus il est nécessaire et bienfaisant pour l’individu de jeter de temps en temps un regard sur le plan réduit de sa vie ».
- « Il lui faut avoir fait déjà un premier pas dans le « γνώθι σαυτόν » (connais-toi toi-même) : il doit donc savoir ce qu’il veut réellement, principalement et avant tout [...] ce qui est essentiel à son bonheur »,
- « il faut qu’il se rende compte, en gros, de sa vocation, de son rôle et de ses rapports avec le monde. Si tout cela est important et élevé, alors l’aspect du plan réduit de sa vie le fortifiera, le soutiendra, relèvera plus que toute autre chose ; cet examen l’encouragera au travail et le détournera des sentiers qui pourraient l’égarer. »

5° Garder la juste mesure entre l'attention consacrée au présent et celle consacrée à l'avenir. « Il y a beaucoup de gens qui vivent trop dans le présent : ce sont les frivoles ; d’autres, trop dans l’avenir : ce sont les craintifs et les inquiets. »
« 6° Se restreindre rend heureux. Plus notre cercle de vision, d’action et de contact est étroit, plus nous sommes heureux ; plus il est vaste, plus nous nous trouvons tourmentés ou inquiétés. »
« 7° Ce qui importe, en dernière instance, à notre bonheur ou à notre malheur, c’est ce qui remplit et occupe la conscience. »
- « Tout travail purement intellectuel apportera, au total, plus de ressources à l’esprit capable de s’y livrer, que la vie réelle avec ses alternatives constantes de réussites et d’insuccès, avec ses secousses et ses tourments. »
- « d’une part, l’activité extérieure de la vie nous distrait et nous détourne de l’étude et enlève à l’esprit la tranquillité et le recueillement réclamés »
- « d’autre part, l’occupation continue de l’esprit rend plus ou moins incapable de se mêler au train et au tumulte de la vie réelle ; il est donc sage de suspendre une telle occupation lorsque des circonstances quelconques nécessitent une activité pratique et énergique. »

« 8° Pour vivre avec prudence parfaite et pour retirer de sa propre expérience tous les enseignements qu’elle contient, il est nécessaire de se reporter souvent en arrière par la pensée et de récapituler ce qu’on a vu, fait, appris et senti en même temps dans la vie ; il faut aussi comparer son jugement d’autrefois avec son opinion actuelle, ses projets et ses aspirations avec leur résultat et avec la satisfaction que ce résultat nous a donnée. »
« 9° Se suffire à soi-même, être tout en tout pour soi, et pouvoir dire : « Omnia mea mecum porto, » voilà certainement pour notre bonheur la condition la plus favorable »
- « Il n’y a pas de voie qui nous éloigne plus du bonheur que la high life »
- « On ne peut être vraiment soi qu’aussi longtemps qu’on est seul ; qui n’aime donc pas la solitude n’aime pas la liberté, car on n’est libre qu’étant seul. »
- « l’amour de la solitude [...] doit naître comme un résultat de l’expérience et de la réflexion et se produire toujours en rapport avec le développement de la force intellectuelle propre et en proportion des progrès de l’âge. »
- « la sociabilité de chacun est en raison inverse de sa valeur intellectuelle ; dire de quelqu’un : « Il est très insociable, » signifie à peu de chose près : « C’est un homme doué de hautes facultés. » »

« 10° L’envie est naturelle à l’homme, et cependant elle est un vice et un malheur tout à la fois. Nous devons donc la considérer comme une ennemie de notre bonheur et chercher à l’étouffer comme un méchant démon. »
- « nulle haine n’est aussi implacable que l’envie ; aussi, au lieu d’être sans cesse occupé avec ardeur à exciter celle-ci, ferions-nous mieux de nous refuser cette jouissance, comme bien d’autres plaisirs, vu ses funestes conséquences. »
- « Il existe trois aristocraties : 1° celle de la naissance et du rang, 2° celle de l’argent, 3° celle de l’esprit. Cette dernière est en réalité la plus distinguée et se fait aussi reconnaître pour telle »
- « les membres de l’une des aristocraties s’entendront d’ordinaire fort bien et sans éprouver d’envie avec les personnes faisant partie de chacune des deux autres. »

« 11° Il faut mûrement et à plusieurs reprises méditer un projet avant de le mettre en œuvre, et même, [...] il peut toujours y avoir encore des circonstances qu’il a été impossible de scruter ou de prévoir et qui pourraient venir fausser le résultat de toute notre spéculation. Cette réflexion mettra toujours un poids dans le plateau négatif de la balance et nous portera, dans les affaires importantes, à ne rien mouvoir sans nécessité : « Quieta non movere. » Mais, une fois la décision prise et la main mise à l’œuvre, quand tout peut suivre son cours et que nous n’avons plus qu’à attendre l’issue, il ne faut plus se tourmenter par des réflexions réitérées sur ce qui est fait et par des inquiétudes toujours renaissantes sur le danger possible : il faut au contraire se décharger entièrement l’esprit de cette affaire, clore tout ce compartiment de la pensée et se tranquilliser par la conviction d’avoir tout pesé mûrement en son temps. »
« 12° En présence d’un événement malheureux, déjà accompli, auquel par conséquent on ne peut rien changer, il ne faut pas s’abandonner même à la pensée qu’il pourrait en être autrement, et encore moins réfléchir à ce qui aurait pu le détourner »
« 13° En tout ce qui concerne notre bonheur ou notre malheur, il faut tenir la bride à notre fantaisie : ainsi, avant tout, ne pas bâtir des châteaux en l’air ; ils nous coûtent trop cher, car il nous faut, immédiatement après, les démolir, avec force soupirs. Mais nous devons nous garder bien plus encore de nous donner des angoisses de cœur en nous représentant vivement des malheurs qui ne sont que possibles. »

### Chapitre VI — De la différence des âges de la vie
Dans ce chapitre, Schopenhauer représente les différentes motivations, qui en général, animent l'humain en fonction de l'âge qu'il a. La jeunesse est l'âge des illusions, avec la vie en perspective, alors que la vieillesse est celui de la désillusion, du désenchantement, avec la mort qui approche. Pendant la jeunesse la vie est comme une décor de théâtre vu de loin, et le même décor est vu de près à la vieillesse. Il cite Platon, et approuve un de ses écrits, dans lequel ce dernier déclarait que l'homme devient enfin libre, à un âge avancé, une fois qu'il est délivré de son instinct sexuel qui le troublait sans relâche jusqu'alors. La vieillesse est par contraste l'âge de la sérénité.

### Ouvrage en ligne
- Aphorismes sur la sagesse dans la vie  (trad. Jean Alexandre Cantacuzène), Paris, Librairie Germer Baillière et Cie, 1880 (Wikisource).
- Aphorismes sur la sagesse dans la vie  (trad. Jean Alexandre Cantacuzène), édité par Guy Heff en 2013 (lire en ligne)